# Präsidentschaftswahl im Tschad 2011
Die Präsidentschaftswahl im Tschad 2011 wurde am 25. April 2011 abgehalten, nachdem der ursprünglich geplante Termin 3. April verschoben worden war. Die drei wichtigsten Oppositionsparteien boykottierten die Wahl, die offiziell mit einem Sieg des bereits amtierenden Präsidenten Idriss Déby endete.

## Ursprüngliche Kandidaten
- Idriss Déby (Patriotische Wohlfahrtsbewegung), amtierender Präsident
- Saleh Kebzabo (Nationale Union für Demokratie und Erneuerung), Kandidatur zurückgezogen
- Wadel Abdelkader Kamougué (Union für Erneuerung und Demokratie), Kandidatur zurückgezogen
- Ngarlejy Yorongar (Bund, Aktion für die Republik), Kandidatur zurückgezogen
- Albert Pahimi Padacké (Nationale Sammlung für Demokratie im Tschad)
- Nadji Madou (Sozialistische Allianz für integre Erneuerung)

## Kontroversen
Am 25. März 2011 kündigte Saleh Kebzabo, der Präsident der National Union for Democracy and Renewal an, dass sich eine Koalition politischer Parteien entschieden hat, ihre Beteiligung in der Wahlkommission auszusetzen. Fünfzehn Mitglieder der Wahlkommission, die Oppositionsparteien angehörten, zogen sich aus der Kommission zurück, da sie den Wahlvorgang unglaubwürdig fanden. 
Nach dem Tschadischen Wahlgesetzbuch sind mindestens zwei Drittel der 31 Mitglieder der Kommission notwendig, damit sie arbeitsfähig ist. Mit dem Ausscheiden der 15 Mitglieder war demnach das notwendige Quorum nicht erreicht.

### Boykott
Die bedeutendsten Oppositionspolitiker Saleh Kebzabo, Wadal Abdelkader Kamougue, und Ngarlejy Yorongar kündigten an, dass sie den "Wahlzirkus" boykottierten und mahnten die Wähler, dem gleichzukommen. Vorher hatten sie Wahlreformen wie die Erteilung neuer Wahlidentifikationskarten gefordert. Sie kritisierten auch die unfairen Bedingungen, die zur Niederlage der Opposition bei der Parlamentswahl 2011 geführt hatten und sagten einen "historischen Schwindel" bei den Präsidentschaftswahlen voraus.

## Wahlverlauf
Es gab Berichte, dass Wahlstationen in N’Djamena sehr spät öffneten, da Wahlmaterial und Wahlhelfer verspätet eintrafen.
| Kandidat                                                                                  | Nominierende Partei                                                                       | Stimmen   | Anteil   |
| ----------------------------------------------------------------------------------------- | ----------------------------------------------------------------------------------------- | --------- | -------- |
| Idriss Déby                                                                               | Patriotische Wohlfahrtsbewegung (MPS)                                                     | 2.503.813 | 88,66 %  |
| Albert Pahimi Padacké                                                                     | Nationale Sammlung für Demokratie im Tschad (RNDT–Le Réveil)                              | 170.182   | 6,03 %   |
| Nadji Madou                                                                               | Sozialistische Allianz für integre Erneuerung (ASRI)                                      | 150.220   | 5,32 %   |
| Gültige Stimmen                                                                           | Gültige Stimmen                                                                           | 2.824.215 | 100,00 % |
| Ungültige Stimmen                                                                         | Ungültige Stimmen                                                                         | 355.111   | 11,17 %  |
| Total (Wahlbeteiligung 64,22 %; boykottiert von den drei wichtigsten Oppositionsparteien) | Total (Wahlbeteiligung 64,22 %; boykottiert von den drei wichtigsten Oppositionsparteien) | 3.179.326 |          |
| Quelle: CENI                                                                              |                                                                                           |           |          |